# الگارابو، مگدالنا
الگارابو، مگدالنا (به اسپانیایی: Algarrobo, Magdalena) یک سکونتگاه مسکونی در کلمبیا است که در بخش ماگدالنا واقع شده‌است.

## خصوصیات
الگارابو ۱۱٬۵۵۶ نفر جمعیت دارد.